# Панич, Лео
Лео Виктор Панич (англ. Leo Victor Panitch; 3 мая 1945 — 19 декабря 2020) — канадский политолог и политэконом. Занимался сравнительной политической экономией в Йоркском университете. С 1985 по 2021 год был соредактором журнала «Socialist Register», который описывает себя как «ежегодный обзор движений и идей с точки зрения новых независимых левых». Сам Панич считал, что Socialist Register играет важную роль в разработке концептуальной основы марксизма для продвижения демократической, кооперативной и эгалитарной социалистической альтернативы капиталистической конкуренции, эксплуатации и незащищённости. Сын евреев-иммигрантов из Украины, выросший в среде рабочего движения, Панич также непосредственно был левым активистом.
Панич — один из ведущих мировых исследователей левых партий и профсоюзов, а также роли государства и транснациональных корпораций в эволюции капитализма. С момента своего назначения на должность научного руководителя канадских студий в Йоркском университете в 2002 году Панич сосредоточил свои академические исследования на распространении глобального капитализма. Он утверждал, что ведущую роль в этих процессах глобализации играет американское государство через такие агентства, как Министерство финансов США и Федеральная резервная система. Панич рассматривал глобализацию как форму империализма, но утверждал, что Американская империя является «неформальной», в которой США устанавливают правила торговли и инвестиций в партнерстве с другими суверенными, но менее могущественными капиталистическими государствами. Его книга «Создание глобального капитализма: политическая экономия американской империи» (The Making of Global Capitalism: The Political Economy of American Empire, 2012), написанная вместе с его близким другом и коллегой по университету Сэмом Гиндином, прослеживает развитие глобализации на протяжении более чем столетия. В 2013 году книга была удостоена премии Дойчеровской мемориальной премии в Великобритании за лучшую и наиболее творческую работу в области марксистской традиции или о ней, а в 2014 году она получила Книжную премию Рика Дэвидсона/SPE за лучшую канадскую книгу по политэкономии.
Панич был автором более 100 научных статей и девяти книг, включая «Политика рабочего класса в кризисе: очерки о труде и государстве» (Working-Class Politics in Crisis: Essays on Labour and the State, 1986), «Конец парламентского социализма: от новых левых к новым лейбористам» (The End of Parliamentary Socialism: From New Left to New Labour, 2001) и «Обновление социализма: Преобразование демократии, стратегии и воображения» (Renewing Socialism: Transforming Democracy, Strategy and Imagination, 2008), в которой он описывал, что капитализм по своей сути несправедлив и недемократичен.

## Ранние годы и образование
Панич родился 3 мая 1945 года в Виннипеге, Манитоба, Канада. Он вырос в Норт-Энде Виннипега, в рабочем районе, который, как он заметил спустя десятилетия, произвёл «много людей с радикальными левыми политическими взглядами». Его родители были еврейскими иммигрантами с территории современной Украины. Его отец, Макс Панич, родился в городе Ушица на юге страны, но остался в Бухаресте (Румыния) с горячо религиозным дядей, когда остальная семья эмигрировала в Виннипег в 1912 году. Он воссоединился с ними в 1922 году и к тому времени был на пути к тому, чтобы стать социалистом и сторонником рабочего сионизма. Как портной и закройщик шуб («аристократ игольного промысла»), он был активным участником рабочего движения Виннипега и манитобской секции Федерации кооперативного сотрудничества, а затем преемницы последней, Новой демократической партии Манитобы (НДП).
Мать Панича, Сара, была сиротой из Ровно на севере Украины и приехала в Виннипег в 1921 году в возрасте 13 лет в сопровождении своей старшей сестры Роуз. Макс и Сара поженились в 1930 году. Старший брат Панича Херш родился в 1934 году.
Панич посещал светскую еврейскую школу, названную в честь радикального польско-идишского писателя И. Л. Переца. Во время конференции по еврейскому радикализму в Виннипеге в 2001 году Панич вспоминал, что школа выросла из социалистических братских обществ взаимопомощи, созданных еврейскими иммигрантами (например, Круга рабочих, декларация принципов которого, принятая в 1901 году, началась со слов: «Наш дух — это свобода мысли и стремление к солидарности рабочих, верность интересам своего класса в борьбе против угнетения и эксплуатации»). Он добавил: «По мере того, как такие институты множились и распространялись в еврейской общине, для очень многих людей в многих последующих десятилетий быть евреем, особенно в таком городе, как Виннипег, означало быть радикалом».
Панич получил степень бакалавра экономики и политологии в 1967 году в Университете Манитобы. В студенческие годы он осознал, насколько труды Карла Маркса и эволюция исторического материализма помогли ему понять капитализм и его отношение к государству. Один из его учителей, Сай Гоник, познакомил его с идеями производственной демократии, в которой рабочие будут контролировать свои рабочие места и управлять ими. Поколение «Новых левых» 1960-х годов, вспоминал Панич, было побуждено к социализму «нашим опытом и наблюдением за неравенством, иррациональностью, нетерпимостью и иерархией в наших собственных капиталистических обществах».
В возрасте 22 лет Панич покинул Виннипег и переехал в Лондон, где в Лондонской школе экономики получил степень магистра наук в 1968 году и степень доктора философии в 1974 году. Его научным руководителем был британский социолог Ральф Милибэнд, а докторская диссертация была озаглавлена «Лейбористская партия и профсоюзы». В 1976 году она была опубликована издательством Cambridge University Press под заглавием Social Democracy and Industrial Militancy

## Академическая и активистская деятельность
Панич преподавал в Карлтонском университете в 1972—1984 годах, был профессором политологии Йоркского университета с 1984 года, а с 1988 по 1994 год занимал должность заведующего кафедрой политических наук Карлтона. В 2002 году он был назначен главой канадских исследований на кафедре сравнительной политической экономии в Йорке. Назначение было продлено в 2009 году.
После публикации его текста по политологии Канады The Canadian State: Political Economy and Political Power в 1977 году издательством University of Toronto Press, Панич в 1979 году стал главным соредактором серии книг State and Economic Life («Государство и экономическая жизнь»), выступая в этой роли до 1995 года. В 1979 г. он также был соучредителем канадского академического журнала Studies in Political Economy («Исследования политической экономии»).
Он был политически активен в Движении за независимую социалистическую Канаду и Оттавском комитете рабочих действий, двух основных организационных преемниках левосоциалистической группировки The Waffle после исключения последней из НДП в начале 1970-х годов. В 1980-х он был постоянным обозревателем («Панич о политике») независимого социалистического журнала Canadian Dimension и оставался активным в социалистических политических кругах, в частности, в Социалистическом проекте (Socialist Project) в Торонто. В 1995 году стал научным сотрудником Королевского общества Канады. Был членом Марксистского института и Комитета по социалистическим исследованиям, а также Канадской ассоциации политических наук.
На симпозиуме «Глобализация, справедливость и демократия» в Университете Дели 11 ноября 2010 года Панич презентовал свою книгу «В кризис и выход из кризиса» (In and Out of Crisis; совместно с Грегом Альбо и Сэмом Гиндином). В ней утверждалось, что отсутствие амбиций у левых во время глобального экономического кризиса ослабляло их больше, чем отсутствие возможностей. Панич обрисовал в общих чертах незамедлительные реформы, которые могут привести к фундаментальным изменениям в классовых отношениях, включая национализацию банков, требование всеобщих государственных пенсий взамен частных, бесплатное здравоохранение, образование и общественный транспорт, чтобы предотвратить превращение капитализмом общественных потребностей в нацеленные на получение прибыли рыночные товары.

## Личная жизнь
В 1967 году Панич женился на Мелани Поллок из Виннипега — защитнице прав человека, преподающей в Школе исследований инвалидности Университета Райерсона в Торонто. В 2006 году Мелани Панич получила докторскую степень в области социального обеспечения от Городского университета Нью-Йорка.
У Паничей было двое детей. Максим — фотограф, писатель и чемпион по игре Scrabble, а Вида — профессор философии в Карлтонском университете в Оттаве, Онтарио.
Панич говорил на трёх языках: английском, французском и идиш.
Лео Панич умер 19 декабря 2020 года от вирусной пневмонии, связанной с COVID-19, которой он заразился в больнице во время лечения множественной миеломы.